# Лёвшин, Игорь Викторович (гандболист)
И́горь Ви́кторович Левшин (18 августа 1974, Тирасполь) — российский гандболист, мастер спорта международного класса; гандбольный тренер.

## Карьера
Начало карьеры
Первый тренер Григорий Борисович Бородский. Первое время играл на позиции разыгрывающего, позже став вратарём. Начинал профессиональную карьеру в волгоградском клубе Каустик, в составе которого в сезоне 1994/95 Каустик занял в чемпионате России второе место. В течение нескольких сезонов, Каустик становился 4-х подряд кратным чемпионом России. После того, как Каустик пробилась сквозь квалификационные игры в основной турнир лиги чемпионов ЕГФ, и дошёл до четвертьфинала, Игорем Левшином заинтересовались зарубежные клубы.
Карьера в Европе
Игорь Левшин перешёл в словенский «Целе», с которым выиграл чемпионат Словении. Через год, из-за череды травм и жёсткого лимита на иностранцев в чемпионате Словении Левшин перешёл в словенский клуб «Терме Шкофа Лока» (Требне), где за два сезона помог команде-середняку подобраться к медалям и даже завоевать серебро Кубка Словении. После сезона 2002/03 Игорь Левшин переходит в немецкий клуб «Штральсундер», который играл то в бундеслиге, то вылетал во вторую бундеслигу. В «Штральсундере» Левшин играл с 2002 по 2009 год. В 2009 году Игорь Левшин перешёл в немецкий клуб «Пост Шверин». В 2012 году, из-за банкротства клуба «Пост Шверин», Игорь Левшин стал игроком «Лейпцига».
Возвращение в Россию
После сезона 2012/13 Игорь Левшин переходит в российский клуб «Пермские медведи». В 2015 году Игорь Левшин объявляет о завершении профессиональной карьеры, но в сезоне 2016/17 выступал за немецкий клуб «Эрланген», за который провёл 5 матчей
Международная
Игорь Левшин выступал за молодёжную сборную России, в её составе Левшин в 1995 году стал чемпионом Мира среди молодёжи. Выступал за сборную России
Тренерская
С августа 2017 года являлся тренером вратарей в «Спартаке» (Москва), а также тренером вратарей в мужской сборной России по гандболу. Продолжил работу в клубе после переименования в ЦСКА — в роли тренера вратарей и спортивного директора. Летом 2022 года стал исполнительным директором ЦСКА.

## Личная жизнь
Игорь Левшин женат, имеет двоих детей. Левшин обучался в ВГАФК.

## Титулы
- Чемпион России: 1996, 1997, 1998, 1999
- Победитель чемпионата Мира среди молодёжи: 1995
- Чемпион Словении: 2000